# Eric Weissenberg
Eric André Weissenberg, né à Agen en France le 11 mars 1941 et mort à Genève le 30 octobre 2012, est un collectionneur vernien suisse.

## Biographie
Dentiste de profession, membre du Centre international Jules-Verne dont il est administrateur de 2004 à 2009 et de la Société Jules-Verne de 1986 à sa mort, il est un des auteurs les plus prolifiques d'articles pour le Bulletin de la Société Jules Verne (BSJV). Des collections, entre autres, de cartonnages d'éditions, principalement de Hetzel qu'il amasse tout au long de sa vie, il devient un spécialiste reconnu des caractéristiques particulières des volumes Hetzel et tient durant de nombreuses années la rubrique du collectionneur du BSJV. Il participe aussi à l'ouvrage de collection de Philippe Jauzac Jules Verne - Hetzel et les cartonnages illustrés, publié par les éditions de l'Amateur et est l'auteur de Jules Verne: Un univers fabuleux (Favre, 2004) où il expose de nombreux documents inédits issus de ses collections.
En outre, Eric Weissenberg était aussi collectionneur de documents liés à la Shoah.
Le 1er mars 2017, une première partie de sa collection est mise en vente à Drouot. Elle totalise 425 000 Euros mais l'objet le plus célèbre estimé entre 100 000 et 150 000 Euros, une carte à la main de l'île Lincoln par Jules Verne, ne trouve pas acquéreur. La photographie originale de la famille Verne à Provins où Jules Verne tire la langue, est vendue pour 1 200 Euros. Enfin un cartonnage personnalisé de L'Île mystérieuse est acheté à 52 771 Euros.